# Notitia Dignitatum
«Спи́сок до́лжностей» (лат. Notitia Dignitatum, сокращённо ND) — справочник по военным и гражданским административным должностям эпохи поздней Римской империи (IV—V веков), важнейший источник по административному устройству римского и византийского государств Поздней античности.
Существующий латинский текст разделён на две части: список должностных лиц Восточной Римской империи: «Notitia dignitatum omnium tam civilium quam militarium in partibus Orientis»; и аналогичные материалы по Западной империи: «Notitia… in partibus Occidentis». Обе части одинаковы по структуре: вначале идёт перечисление высших гражданских и военных должностей центральной администрации, затем рядового персонала столичных ведомств, а далее чины в диоцезах и провинциях. Для диоцезов и провинций приводятся границы территориальных юрисдикций, а также расположение войск, иногда состоящих из федератов — варваров на службе Рима. Перечни сопровождаются изображениями эмблем армейских подразделений и высших должностных лиц, которых приведено около трёх сотен. Материалы, относящиеся к Востоку империи, приблизительно фиксируют административную структуру, сложившуюся к 397 году, хотя из самого текста следует, что некоторые материалы могут относиться к началу IV века. Материалы по Западу империи пополнялись и дополнялись в период 425—455 годов. Предназначение документа вызывает споры исследователей: предположительно, это мог быть справочник для высшей государственной администрации, учебное пособие для наследника престола, или даже перечень, составленный в идеологических целях, когда военная мощь и территориальная целостность империи были необратимо подорваны. Достоверность эмблем также дискутируется: в изображениях могут прослеживаться стилевые фигуры, характерные для каролингской и оттоновской эпох.
Сохранились четыре рукописи Notitia dignitatum, скопированные в XV—XVI веках с протографа, предположительно, каролингской эпохи. Оригинал хранился в Шпейерском соборе, и был заново открыт гуманистом Пьетро Дона, который в 1436 году лично сделал с рукописи список. Протограф, в свою очередь, восходил к оригинальной римской рукописи, но его следы теряются со второй половины XVI века. Первое печатное издание вышло в Базеле в 1552 году, авторитетные критические издания выпускались в Германии в 1839—1859 и 1876 годах. Новое критическое издание последовало лишь в 2005 году.

## Создание и предназначение
Обстоятельства создания Notitia Dignitatum остаются на сегодняшний день неясными. Мнения совпадают только в том, что посвящённый Восточной империи раздел этого документа был создан между 399 и 401 годом. Вероятно, он служил образцом для раздела, посвящённого Западной империи. С тех пор «восточный» раздел оставался неизменным, в то время как «западный», по-видимому, неоднократно переделывался в соответствии с изменениями в управлении государством.
Ведение и хранение этого документа входило в задачи примицерия нотариев, главного нотариуса империи. Среди прочих его функций было оформление документов о присвоении должностей. В ходе изменений в бюрократических и военных структурах империи он вносил в Notitia соответствующие поправки. После того, как в августе 423 года скончался император Гонорий, осенью того же года при поддержке Флавия Аэция новым императором Запада стал Иоанн (423—425). Иоанн был единственным из императоров, который до воцарения занимал должность примицерия нотариев, то есть ведал списками войск и приказами о назначении командующих. Этому императору-чиновнику хорошо подошла бы Notitia Dignitatum. Это позволяет предположить, что документ (в своей последней версии, актуальной для Западной империи) был подарен императору Иоанну по случаю его восшествия на престол 20 ноября 423 года (версия Ральфа Шарфа). В то же время, Notitia отражает тесную связь Западной и Восточной империй; это заставляет вспомнить, что западный император Валентиниан III (425—455) был возведён на престол своим двоюродным братом, восточным императором Феодосием II, после чего обе империи вновь сблизились. По мнению Джамфранко Пурпура, рукопись могла быть подарком Феодосия своему родственнику на 10-й день рождения. Петер Бреннан также выдвинул гипотезу, что составителем документа был префект претория Амвросий Феодосий Макробий.

## Содержание
Текст документа даёт обзор административного деления поздней Римской империи, гражданских и военных должностей, а также структуры войска в обеих частях империи.
Notitia богато иллюстрирована; в частности, на её страницах изображены рисунки, наносившиеся на щиты различных воинских подразделений (своего рода гербы), а также стилизованные виды городов и крепостей. Эти красочные иллюстрации присутствуют во всех четырёх сохранившихся рукописях и, вероятно, соответствуют оригиналу, однако всё же содержат некоторые ошибки и анахронизмы. Данные по Восточной Римской империи относятся примерно к 395 году, когда умер император Феодосий I. Изменения в Западной Римской империи чётко фиксировались в документе до 408 года, а частично — вплоть до 422 года. Очевидно, что документ представляет большую ценность как источник по поздней античности, хотя многие его аспекты подвергаются сомнению — так, наличие Британии (откуда в 410 году были выведены войска) в списке провинций объясняют тем, что римляне продолжали рассматривать этот остров как часть империи.

### Списки войск
Notitia Dignitatum содержит два списка полевых армий (комитатов). В первом списке перечислены боевые формирования (numeri) и их командующие (magister peditum в пехотных формированиях и magister equitum в кавалерийских). Второй список перечисляет места расположения этих отрядов и командующих участками. Серьёзную проблему составляет почти полное отсутствие данных о численности войск: точная оценка размера тогдашней армии невозможна, и сделать сколько-нибудь достоверные выводы можно только на конец IV века. Другая проблема состоит в том, что до сих пор не дана удовлетворительная оценка административной и военной организации в пограничных провинциях на пространстве от Альп до Дуная. Последние исследования показывают, что данные о полевых войсках Западной империи (комитатах и палатинах), скорее всего, соответствуют положению дел на 420—425 гг., однако заметки об армиях Восточной империи перестали быть актуальными уже с 395 года. Единственное исключение — список армий в Восточной Иллирии, который был обновлён ещё раз в 396—410 гг. Списки стоящих на Дунае пограничных армий (лимитанов) также содержат множество разнородных и часто противоречивых сведений. Кроме того, неясно, обновлялись ли данные о лимитанах в Норике и Паннонии после 375—378 гг.
Анализ этих списков позволяет предположить, что армия Западной империи понесла наиболее тяжелые потери после перехода варваров через Рейн в 406 году. Почти половина боевых отрядов была уничтожена или распалась в ходе сражений в начале V века. В 395 году полевая армия Восточной империи насчитывала 157 подразделений; к 420 году Западная империя располагала 181 подразделением, но из них только 84 существовали до 395 года — остальные 97 были образованы позднее. Однако 62 новых подразделения были переформированы из лимитанов. Многие из расформированных пограничных отрядов были записаны в той части списков, которая больше не обновлялась, а потому по-прежнему значились находящимися на тех же участках лимеса. Таким образом, потери армии восполнялись не за счёт призыва новых солдат, а исключительно изменением статуса уже существовавших подразделений. Из 35 сформированных «с нуля» подразделений примерно треть была набрана из германских племён (аттакотты, маркоманы, бризигавы). По цифрам, приведённым в окончательной версии Notitia Dignitatum, читатель может предположить, что армия Западной империи стала даже сильнее, чем была 25 лет назад. На практике, однако, численность армии сильно сократилась, так как отсутствие денег не позволяло провести новый набор в пограничные войска вместо отрядов, преобразованных в комитатов. Наиболее ослабленными оказались войска в Галлии. В целом число отрядов «полноценных» комитатов упало почти на 25 % (приблизительно с 160 до 120).

### Структура документа
Notitia Dignitatum включает 90 глав, каждая из которых занимает страницу с иллюстрациями (от 5 до 20 рисунков). Наряду с иллюстрациями книга содержит около 3600 строчек текста. На страницах, посвященных командующим пограничными войсками (дуксам и комитам), в левом верхнем углу приведён их титул. Надпись дана в сокращении и гласит:
«[Fl]oreas [int]er [ali]is [com]ites [ord]inis [pr]imi» — «Да процветаешь среди других спутников первого разряда».
На иллюстрациях этот текст помещён на белую табличку, которая часто похожа на инсигнию (знак отличия) в форме книжечки. Подобные таблички присутствуют только в главах, посвящённых viri spectabiles — должностным лицам, с 364 года принадлежавшими к среднему рангу сенаторов. Рядом с табличкой всегда изображается свиток, символизирующий указ императора о назначении должности. Далее на иллюстрации указаны места, где стоят гарнизоном подчинённые какому-либо дуксу войска; эти места обозначены стилизованными рисунками городов и крепостей, под которыми стоят подписи. Так, на странице, посвящённой дуксу Финикии (dux Foenicis), нарисованы тринадцать городов и крепостей, символизирующих гарнизоны, подчинённые ему. Эти рисунки носят очень условный характер и по существу повторяются с незначительными отличиями — разнообразие достигается за счет различного числа башен и ворот, а также за счет меняющейся расцветки. У автора не было намерения изобразить реальную крепость или передать какие-то её особенности.
Текст главы всегда начинается словами «sub dispositione viri spectabilis» — «в распоряжении высокородного дукса/комеса…»
Списки войск имеют ту же структуру: сперва называется ранг офицера, который командует подразделением, затем название подразделения и место его дислокации. После сведений о подразделении указываются высшие чиновники в канцелярии (officium) дукса, например:
- princeps officii (председатель канцелярии);
- numerarius (казначей);
- commentariensis (делопроизводитель).

## Иллюстрации
Как показывает сравнение с античными изображениями, различные иллюстраторы рукописи пытались передать внешний вид инсигний позднего Рима как можно точнее, однако всё же допускали неточности в некоторых декоративных деталях (например, при изображении одежды). Кроме того, по-видимому, они неверно истолковывали некоторые латинские сокращения. Инсигнии высших государственных деятелей изображены как украшенный золотом указ о назначении на должность, заключённый в рамку слоновой кости с портретом императора, или же как книга с геральдическим изображением на переплёте и лежащим рядом свитком. Как правило, они нарисованы лежащими на столе, покрытом узорной тканью. Кое-где изображена резная колонна из слоновой кости, стоящая на треножнике — церемониальный письменный прибор, символизирующий судебную власть.
Notitia содержит наиболее древнее изображение символа Инь и Ян. Пехотные подразделения западной армии, Armigeri defensores seniores и Mauri Osismiaci, несли на щитах знак, соответствующий динамичному (по часовой стрелке) варианту этого восточного символа. Ещё одно подразделение, Thebaei («фиванцы»), наносило на щиты знак, похожий на статический вариант символа. Эти римские символы опередили даосские изображения того же символа почти на семь веков.

## Рукописи и печатные издания
- Notitia dignitatum, etc. (Bodleian Library MS. Canon. Misc. 378). Bodleian Libraries, University of Oxford (1436). Дата обращения: 2 марта 2023.
- Notitia Dignitatum (Sammelhandschrift) — BSB Clm 10291. Bayerische Staatsbibliothek (1542, 1550—1551). Дата обращения: 2 марта 2023.
- Notitia dignitatum; accedunt Notitia urbis Constantinopolitanae et laterculi prouinciarum :  [лат.] / edidit Otto Seeck. — Berolini : apud Weidmannos, 1876. — xxx, 339 p.
- Notitia dignitatum / Ed.  by Robert I. Ireland. — Berlin : Vieweg+Teubner Verlag, 1999. — 96 p. — ISBN 3519015528.
- La notitia dignitatum : nueva edición crítica y comentario histórico / Ed. Concepción Neira Faleiro; prólogo Javier Arce, vorwort László Borhy. — Madrid : Consejo superior de investigaciones científicas, 2005. — 697 p. — (Nueva Roma, 25). — ISBN 84-00-08415-2.

### Монографии
- Berger P. C. The insignia of the Notitia Dignitatum. A contribution to the study of late antique illustrated manuscripts. — New York : Garland, 1981. — xviii, 300 p. — (Outstanding dissertations in the fine arts). — ISBN 0824039270.
- Clemente G. La Notitia dignitatum :  [итал.]. — Cagliari : Editrice Sarda Fossataro, 1968. — 415 p.
- Jones A. H. M. Appendix II: Notitia Dignitatum // The Later Roman Empire, 284—602. A social, economic, and administrative survey. — Oxford : Basil Blackwell and Mott Ltd., 1964. — Vol. III. — P. 347—380. — v, 448 p.
- Neira Faleiro C. La notitia dignitatum : nueva edición crítica y comentario histórico : Tesis doctoral :  [исп.]. — Madrid : La Universidad Complutense de Madrid, 1998. — 655 p.
- Scharf R. Der Dux Mogontiacensis und die Notitia Dignitatum. Eine Studie zur spätantiken Grenzverteidigung. — Berlin : Walter de Gruyter GmbH & Co, 2005. — 352 s. — ISBN 978-3-11-018835-6.

### Статьи и рецензии
- Barnes T. D. Claudian and the «Notitia Dignitatum» // Phoenix. — 1978. — Vol. 32, no. 1. — P. 81—82. — JSTOR 1087949.
- Brennan P. The Notitia Dignitatum // Entretiens sur l'Antiquité classique. — 1996. — Т. 42. — P. 147—178. — doi:10.5169/seals-661092.
- Brennan P. The User’s Guide to the Notitia Dignitatum: The Case of the Dux Armeniae (ND Or. 38) // Antichthon. — 1998. — Vol. 32. — P. 34—49. — doi:10.1017/S006647740000109X.
- Brennan P. Review: [Der Dux Mogontiacensis und die Notitia Dignitatum. Eine Studie zur spätantiken Grenzverteidigung. (Ergänzungsbände zum Reallexikon der Germanischen Altertumskunde. 50.) by Ralf Scharf] // Gnomon. — 2013. — Vol. 85, no. 1. — P. 85—88. — JSTOR 23497796.
- Bury J. B. The Notitia Dignitatum // The Journal of Roman Studies. — 1920. — Vol. 10. — P. 131—154. — JSTOR 295799.
- Clemente G. La Notitia Dignitatum: l'immagine e la realtà dell'Impero tra IV e V secolo // Istituzioni, carismi ed esercizio del potere (IV-VI secolo d.C.) :  [итал.] / a cura di Giorgio Bonamente e Rita Lizzi Testa. — Bari : Edipuglia, 2010. — P. 117—137. — 472 p. — (Munera 31). — ISBN 978-88-7228-578-7.
- Demougeot E. La «Notitia dignitatum» et l’histoire de l’Empire d’Occident au début du V e siècle :  [фр.] // Latomus. — 1975. — Т. 34, вып. 4. — P. 1079—1134. — JSTOR 41529912.
- Grigg G. Portrait-Bearing Codicils in the Illustrations of the Notitia Dignitatum? // The Journal of Roman Studies. — 1979. — Vol. 69. — P. 107—124. — JSTOR 299063.
- Grigg G. Inconsistency and Lassitude: The Shield Emblems of the Notitia Dignitatum // The Journal of Roman Studies. — 1983. — Vol. 73. — P. 132—142. — JSTOR 300077.
- Harmand J. Review: [La « Notitia Dignitatum » by Guido Clemente] :  [фр.] // Latomus. — 1972. — Т. 31, вып. 2. — P. 560—561. — JSTOR 41503831.
- Kaiser A. M. Egyptian Units and the Reliability of the Notitia Dignitatum, pars Oriens // Historia: Zeitschrift für Alte Geschichte. — 2015. — Vol. 64, no. 2. — P. 243—261.
- Kulikowski. The «Notitia Dignitatum» as a Historical Source // Historia: Zeitschrift für Alte Geschichte. — 2000. — Vol. 49, no. 3. — P. 358—377. — JSTOR 4436586.
- Maier I. G. The Barberinus and Munich Codices of the «Notitia Dignitatum omnium» // Latomus. — 1969. — Т. 28, вып. 4. — P. 960—1035. — JSTOR 41527627.
- Mann J. C. The Notitia Dignitatum — Dating and Survival // Britannia. — 1991. — Vol. 22. — P. 215—219. — JSTOR 526645.
- Monastra G. The «Yin-Yang» among the Insignia of the Roman Empire? // Sophia. — 2000. — Vol. 6, no. 2.
- Neira Faleiro C. El «Parisinus latinus 9661» y la «Notitia Dignitatum» : nuevas aportaciones :  [исп.] // Latomus. — 2004. — Т. 63, вып. 2. — P. 425—449. — JSTOR 41540508.
- Nickel H. The Dragon and the Pearl // Metropolitan Museum Journal. — 1991. — Vol. 26. — P. 139—146. — JSTOR 1512907.
- Petrikovits H. von. Review: More Problems with the 'Notitia Dignitatum' // Britannia. — 1980. — Vol. 11. — P. 423—427. — JSTOR 525701.
- Polaschek E. Notitia Dignitatum // Realencyclopädie der Classischen Altertumswissenschaft :  [нем.]. — Stuttgart : Alfred Druckenmüller Verlag, 1936. — Т. XVII: Nereiden bis Numantia. — Стб. 1077—1116. — 1272 стб.
- Purpura G. Sulle origini della Notitia Dignitatum :  [итал.] // Annali del Seminario Giuridico della Universita di Palermo. — 1992. — Т. XLII. — P. 469–483.
- Salisbury F. S. On the Date of the 'Notitia Dignitatum' // The Journal of Roman Studies. — 1927. — Vol. 17. — P. 102—106. — JSTOR 296103.
- Salisbury F. S. The Notitia Dignitatum and the Western Mints // The Journal of Roman Studies. — 1933. — Vol. 23. — P. 217—220. — JSTOR 297246.
- Seeck O. Zur Kritik der Notitia Dignitatum :  [нем.] // Hermes. — 1875. — Vol. 9, no. 2. — P. 217—242. — JSTOR 4471345.
- Schoene J. Zur Notitia Dignitatum :  [нем.] // Hermes. — 1902. — Vol. 37, no. 2. — P. 271—277. — JSTOR 4472837.
- Steffenhagen E. Der Gottorfer Codex der Notitia Dignitatum :  [нем.] // Hermes. — 1884. — Vol. 19, no. 3. — P. 458—461. — JSTOR 4471924.
- Ward J. H. The British Sections of the 'Notitia Dignitatum': An Alternative Interpretation // Britannia. — 1973. — Vol. 4. — P. 253—263. — JSTOR 525871.
- Ward J. H. The «Notitia Dignitatum» // Latomus. — 1974. — Т. 33. — P. 397—434. — JSTOR 41528990.
- Wiewiorowski J. Kolumny w insygniach 'Notitia dignitatum'? :  [польск.] // Zeszyty Prawnicze. — 2022. — Vol. 22, no. 2. — P. 203—239. — doi:10.21697/zp.2022.22.2.10.
- Мехамадиев Е. А. Соборы Галльской церкви в конце IV — первой четверти V вв., надпись Галлы Плацидии и греческая надпись из Арабии: новый взгляд на датировку западного и восточного списка Notitia Dignitatum // Научные ведомости БелГУ. Сер. История. Политология. Экономика. Информатика. — 2014. — Вып. 30, № 8 (179). — С. 34—42.
- Мехамадиев Е. А. Войсковое подразделение Cimbriani, комит Бонифаций и вторжение вандалов в Северную Африку: к вопросу о датировке западного списка «Notitia Dignitatum» // Вестник Пермского университета. История. — 2020. — № 2. — С. 40—49.
- Ткаченко А. А. «Notitia Dignitatum» как источник по позднеантичной эмблематике // Signum: Научно-информационный бюллетень Центра гербоведческих и генеалогических исследований ИВИ РАН. — 2000. — Вып. 2. — С. 33—40.